# Christina Wheeler
Christina Wheeler (Korosten, 15 april 1982) is een tennisspeelster uit Australië. Zij speelt rechtshandig en heeft een tweehandige backhand. Zij was actief in het proftennis van 2000 tot en met 2008.

## Loopbaan
Bij de junioren won zij in 2000 het meisjesdubbelspel op het Australian Open, samen met de Hongaarse Anikó Kapros. Later dat jaar stond dit koppel nogmaals in een grandslamfinale, op het meisjesdubbelspel van het US Open.
In 2000 speelde zij voor het eerst via een wildcard op het volwassenentoernooi van het Australian Open, samen met landgenote Melanie-Ann Clayton. In 2002 bereikte zij op het WTA-toernooi van Hobart de dubbelspelfinale, samen met landgenote Catherine Barclay.
In 2004 vertegenwoordigde zij Australië in de Fed Cup. Zij won haar dubbelspelpartij, samen met Lisa McShea.
Haar hoogste enkelspelnotering op de WTA-ranglijst is de 147e plaats, die zij bereikte in mei 2003 – in het dubbelspel bereikte zij de 91e plaats, in juli 2002.

## Posities op deWTA-ranglijst
Positie per einde seizoen:
| jaar | rang enkelspel | rang dubbelspel |
| ---- | -------------- | --------------- |
| 1999 | 530            | 476             |
| 2000 | 333            | 372             |
| 2001 | 159            | 187             |
| 2002 | 172            | 93              |
| 2003 | 169            | 126             |
| 2004 | 302            | 122             |
| 2005 | 324            | 177             |
| 2006 | 358            | 179             |
| 2007 | 226            | 162             |
| 2008 | 258            | 242             |

## Palmares
| Legenda                |
| ---------------------- |
| Grandslamtoernooi      |
| Olympische Spelen      |
| Year-End Championships |
| Tier I                 |
| Tier II                |
| Tier III               |
| Tier IV & V            |

### WTA-finaleplaatsen enkelspel
geen

### WTA-finaleplaatsen vrouwendubbelspel
| nr.              | finale     | toernooi   | ondergrond | partner           | tegenstandsters             | score    |         |
| ---------------- | ---------- | ---------- | ---------- | ----------------- | --------------------------- | -------- | ------- |
| gewonnen finales |            |            |            |                   |                             |          |         |
| geen             |            |            |            |                   |                             |          |         |
| verloren finales |            |            |            |                   |                             |          |         |
| 1.               | 2002-01-12 | WTA Hobart | hardcourt  | Catherine Barclay | Tathiana Garbin Rita Grande | 2-6, 6-7 | details |

## Resultaten grandslamtoernooien
| Legenda | Legenda                          |
| ------- | -------------------------------- |
| g.t.    | geen toernooi gehouden           |
| l.c.    | lagere categorie                 |
| –       | niet deelgenomen                 |
| G       | uitgeschakeld in de groepsfase   |
| 1R      | uitgeschakeld in de eerste ronde |
| 2R      | uitgeschakeld in de tweede ronde |
| 3R      | uitgeschakeld in de derde ronde  |
| 4R      | uitgeschakeld in de vierde ronde |
| KF      | uitgeschakeld in de kwartfinale  |
| HF      | uitgeschakeld in de halve finale |
| F       | de finale verloren               |
| W       | het toernooi gewonnen            |
| w-v     | winst/verlies-balans             |

### Enkelspel
| Toernooi        | 2001 | 2002 | 2003 | 2004 |    | 2008 |
| --------------- | ---- | ---- | ---- | ---- | -- | ---- |
| Australian Open | 1R   | 1R   | –    | –    | 1R |      |
| Roland Garros   | –    | 2R   | 1R   | 1R   | –  |      |
| Wimbledon       | –    | –    | –    | 1R   | –  |      |
| US Open         | –    | –    | –    | –    | –  |      |

### Vrouwendubbelspel
| Toernooi        | 2000 | 2001 | 2002 | 2003 | 2004 | 2005 | 2006 | 2007 | 2008 |
| --------------- | ---- | ---- | ---- | ---- | ---- | ---- | ---- | ---- | ---- |
| Australian Open | 1R   | 1R   | 2R   | 1R   | 1R   | 2R   | 2R   | 1R   | 1R   |
| Roland Garros   | –    | –    | 1R   | –    | 1R   | –    | –    | –    | –    |
| Wimbledon       | –    | –    | 2R   | 1R   | 2R   | –    | –    | –    | –    |
| US Open         | –    | –    | 1R   | 2R   | 1R   | –    | –    | –    | –    |